# Тавры (Ленинградская область)
Та́вры (фин. Tauru) — деревня Колтушского городского поселения Всеволожского района Ленинградской области.

## История
Современные Тавры это результат слияния в конце 1930-х годов двух соседних деревень — Тавры и Русская Кирка.
На карте 1792 года карте Санкт-Петербургской губернии прапорщика Н. Соколова упоминается только деревня Руская, в дальнейшем Русская Кирка (Руская Кирка).
Деревня Тавры упоминается на «карте окружности Санкт-Петербурга» 1810 года.
В 1834 году на карте Санкт-Петербургской губернии Ф. Ф. Шуберта указана деревня Русская Кирка и южнее неё — деревня Тавра.

ТАВРА — деревня принадлежит ротмистру Александру Чоглокову, жителей по ревизии 17 м. п., 13 ж. п.; (1838 год)

На этнографической карте Санкт-Петербургской губернии П. И. Кёппена 1849 года она упоминается как деревня «Tauru», расположенная в ареале расселения савакотов. В пояснительном тексте к этнографической карте указано количество её жителей на 1848 год: савакотов — 24 м. п., 22 ж. п., финляндских карелов — 7 м. п., 8 ж. п., всего 61 человек.

ТАВРА — деревня г. Чоглокова, 7 дворов, 22 души м. п. (1856 год)

Число жителей деревни по X-ой ревизии 1857 года: 24 м. п., 21 ж. п..
На Плане генерального межевания Шлиссельбургского уезда упоминаются смежные деревни Тавра и Русская Кирка.

ТАВРЫ (ТАВРА) — деревня владельческая, при колодцах; 9 дворов, жителей 24 м. п., 21 ж. п. (1862 год)

В 1868 году, согласно материалам по статистике народного хозяйства Шлиссельбургского уезда, 12 десятин земли в деревне Тавры, приобрёл за 500 рублей выборгский уроженец П. П. Спорани.
Согласно подворной переписи 1882 года в деревне проживали 12 семей, число жителей: 25 м. п., 25 ж. п., все лютеране, разряд крестьян — собственники, а также пришлого населения 4 семьи, в них: 8 м. п., 7 ж. п., все лютеране.

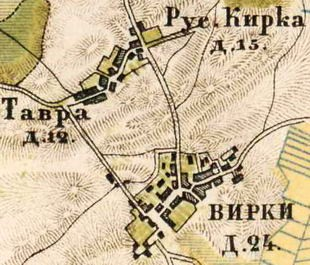
План деревни Тавры. 1885 год

В 1885 году деревня насчитывала 12 дворов. По данным Материалов по статистике народного хозяйства в Шлиссельбургском уезде 1885 года 7 крестьянских дворов в деревне (или 58 % всех дворов) занимались молочным животноводством, 3 крестьянских двора (или 23 % всех дворов), выращивали на продажу смородину, яблоки и крыжовник.
В 1893 году, согласно карте Шлиссельбургского уезда, деревня Тавры насчитывала 11 крестьянских дворов.

ТАВРЫ — деревня на земле Канистского сельского общества, при земской дороге 13 дворов, 32 м. п., 36 ж. п., всего 68 чел. смежна с деревней Русская Кирка. (1896 год)

В конце XIX — начале XX века деревня административно относилась к Колтушской волости 2-го стана Шлиссельбургского уезда Санкт-Петербургской губернии. Население деревни было однородным — финским.
В 1909 году в деревне было 11 дворов.

ТАВРЫ — деревня Каннистского сельсовета Ленинской волости, 20 хозяйств, 98 душ.

Из них: финнов-ингерманландцев — 18 хозяйств, 95 душ; финнов-суоми — 1 хозяйство, 1 душа; карел — 1 хозяйство, 2 души; (1926 год)

По административным данным 1933 года деревня называлась Товры и относилась к Колтушскому финскому национальному сельсовету.
На карте 1930 года Тавры и Русская Кирка обозначены как две отдельные деревни. На карте 1939 года обозначены только Тавры.
В 1938 году население деревни составляло 130 человек, все финны.

ТАВРЫ — деревня Колтушского сельсовета, 174 чел. (1939 год)

План деревни Тавры. 1939 год

В 1940 году деревня насчитывала 32 двора.
Население деревни в довоенные годы составляли ингерманландские финны, имеются сведения о репрессиях и депортациях по национальному признаку, которым они подверглись в конце 1930-х — начале 1940-х годов.
В 1965 году население деревни составляло 121 человек.
По данным 1966 года деревня Тавры входила в состав Колтушского сельсовета.
По данным 1973 года деревня Тавры входила в состав Новопустошского сельсовета<.
По данным 1990 года деревня Тавры входила в состав Разметелевского сельсовета.
В 1997 году в деревне проживали 39 человек, в 2002 году — 63 человека (русские — 76%), в 2007 году — 50.
С 2013 года в составе Колтушского сельского поселения.

## География
Деревня расположена в юго-западной части района на автодороге 41К-320 (Аро — Вирки).
Расстояние до ближайшей железнодорожной станции Мяглово — 6 км.
Деревня находится на Колтушской возвышенности, к северо-западу от деревни Вирки.

## Демография
| 1862 | 2007 | 2010 | 2017 |
| ---- | ---- | ---- | ---- |
| 45   | ↗50  | ↗103 | ↘54  |

Национальный состав
Согласно данным Всероссийской переписи населения 2021 года в деревне проживали 58 человек, из них:
 русские — 37, армяне — 11, корейцы — 2, башкиры — 1, белорусы —1,  украинцы — 1, финны — 1 человек, остальные национальность не указали.

## Административное подчинение
- с 1 марта 1917 года — в Тавровском сельсовете Колтушской волости Шлиссельбургского уезда.
- с 1 февраля 1923 года — в Тавровском сельсовете Ленинской волости Ленинградского уезда.
- с 1 февраля 1924 года — в Хязельском сельсовете.
- с 1 августа 1927 года — в Каннистском сельсовете Ленинского района Ленинградского округа.
- с 1 июля 1930 года — в Каннистском сельсовете Ленинградского Пригородного района.
- с 1 августа 1931 года — в Колтушском сельсовете
- с 1 августа 1936 года — в Колтушском сельсовете Всеволожского района[32].

## Инфраструктура
Объектов промышленности и сельского хозяйства нет. В районе деревни ведётся активное коттеджное строительство.

## Улицы
Новая.